# Santo Domingo Tehuantepec
Santo Domingo Tehuantepec (Zapoteeks: Guisíi), is een stad op de landengte van Tehuantepec, aan de oevers van de Río Tehuantepec, in de deelstaat Oaxaca. Tehuantepec heeft 39.529 inwoners (census 2005) en is de hoofdplaats van de gemeente Santo Domingo Tehuantepec.
Tehuantepec werd gesticht door de Zapoteken. Ze bouwden er een fort om zich te verdedigen tegen de Azteken, die het gebied wilden veroveren om zo Xoconochco met de rest van hun rijk te verbinden. In 1522 werd Tehuantepec onderworpen door de Spanjaarden. Nog steeds bestaat het grootste deel van de bevolking uit Zapoteken.
Tehuantepec komt van het Nahuatl Tecuantepec, wat 'berg van de wilde beesten' betekent. Tehuantepec ligt 13 kilometer van de havenstad Salina Cruz.